# Georg Bühler
Johann Georg Bühler (Nienburg/Weser, 19 de julho de 1837 – Lindau, Bodensee, 8 de abril de 1898) foi um professor e estudioso de antigas línguas indianas e direito da Alemanha.

## Vida e obra
Johann Georg Bühler nasceu em Borstel, Hanôver, cursou o ensino médio em Hanôver, onde ele dominou grego e latim, estudou filologia clássica, sânscrito, língua avéstica, Persa, armênio e árabe. Em 1858, ele recebeu seu doutorado em línguas orientais e arqueologia; sua tese explorou o sufixo -TES na gramática grega. Naquele mesmo ano, ele foi para Paris para estudar manuscritos em sânscrito, e em 1859 em diante para Londres onde permaneceu até outubro de 1862. Desta vez, foi usado principalmente para o estudo das védicos manuscritos no Escritório Índia e Biblioteca Bodleiana na Universidade de Oxford. Enquanto na Inglaterra, Bühler foi primeiro um professor particular e mais tarde (a partir de Maio de 1861) assistente de bibliotecário da Rainha, em Castelo de Windsor.
No Outono de 1862 Bühler foi nomeado assistente na biblioteca de Göttingen, ele se mudou para lá em outubro. Ao se instalar em, ele recebeu um convite via Prof Max Müller para se juntar ao Varanasi College, em sânscrito na Índia. Antes isso poderia ser resolvido, ele também recebeu (novamente via Prof Müller) uma oferta de professor de línguas orientais, o Colégio Elphinstone, Bombaim (agora Mumbai). Bühler respondeu de imediato e chegou em 10 de fevereiro 1863, em Bombaim. Observou sânscrito e jurista Kashinath Trimbak Telang era então um estudante na faculdade. No ano seguinte tornou-se  Bühler tornou-se membro da Universidade de Bombaim e membro do Ramo Bombaim da Royal Society asiática. Ele era permanecer na Índia até 1880. Durante este tempo ele coletou um número notável de textos para o governo indiano e as bibliotecas de Berlim, da Universidade de Cambridge, e da Universidade de Oxford.
No 1878 anos ele publicou suas traduções da Paiyalachchhi, a mais antigas do dicionário Prakrit, com glossário e tradução. Ele também assumiu a responsabilidade pela tradução do Apastamba, Dharmasutra etc em Professor Max Müller 's compilação monumental e tradução, os Livros Sagrados do Oriente, vols. 2, 14, e 25.
Em 08 de abril de 1898 Buhler morreu afogado no Lago de Constança.  

## Publicações selecionadas
- Prakrit dictionary Paiyalacchinamamala ("Beiträge zur kunde der indogermanischen sprachen", Göttingen 1878)
- Erklärung der Ashokainschriften ("Zeitschrift der deutschen morgenländischen gesellschaft", 1883–1893)
- The roots of the Dhatupatha not found in literature ("Wiener zeitschrift für die kunde des morgenlandes", 1894)
- On the origin of the Kharosthi alphabet (ibid. 1895)

- Digest of Hindu law cases (1867–1869; 1883)
- Panchatantra with English notes ("The Bombay sanscrit series", 1868; 1891)
- Apastambiya Dharmasutra (1868–1871; 1892–1894)
- Catalogue of Sanskrit manuscripts from Gujarat (4 vol., 1871–1873)
- Dachakumaracharita, with English notes ("Sanscrit series" no. 10, 1873, 1887; II, with P. Peterson)
- Vikramankacharita with an introduction (1875)
- Detailed report of a tour in Kashmir (1877)
- Sacred laws of the Aryas (I, 1879; II, 1883; vols. 2 and 14, "The Sacred Books of the East")
- Third book of sanscrit (1877; 1888)
- Leitfaden für den elementarcursus des Sanskrit (1883)
- Inscriptions from the caves of the Bombay presidency ("Archaeological reports of Western India", 1883)
- Paleographic remarks on the Horrinzi palmleaf manuscript ("Anecdota oxoniensia", 1884)
- The laws of Manu translated ("The Sacred Books of the East", vol. 25, 1886)
- Translation of the Dhauli and Jaugada versions of the Ashoka edicts ("Archeological reports of Southern India", vol. I, 1887)

No Schriften der Wiener Akademie der Wissenschaften:
- Über eine sammlung von Sanskrit- und prakrit-handschriften (1881)
- Über das zeitalter des kashmirischen dichters Somadeva (1885)
- Über eine inschrift des königs Dharasena von Valabhi (1886)
- Über eine neue inschrift des Gurjara königs Dadda II (1887)
- Über eine Sendrakainschrift
- Über die indische sekte der Yainas
- Über das Navasahasankacharita des Padmagupta (1888, with Th. Zachariae)
- Über das Sukrtasamkirtana des Arisimha (1889)
- Die indischen inschriften und das alter der indischen kunstpoesie (1890)
- Indian studies: I. The Jagaducarita of Sarvananda, a historical romance from Gujarat (1892);  II. Contributions to the history of the Mahabharata (com J. Kirste); III. On the origin of the Brahmi alphabet (1895)